# Vlaamse Club voor Kunsten, Wetenschappen en Letteren
De Vlaamse Club voor Kunsten, Wetenschappen en Letteren werd in 1923 te Brussel onder andere opgericht door August Vermeylen en Irénée van der Ghinst.  

## Missie
De vereniging heeft tot doel kunst, wetenschap en letteren te bevorderen en wil in het bijzonder de Vlaamse culturele uitstraling in Brussel en omgeving bevorderen en dit in een Europees en internationaal perspectief.
Van 1981 tot 2009 had de Vlaamse Club ook een algemeen cultureel tijdschrift, Ons Brussel, opgericht door Achiel Samoy. Het archief van de Vlaamse Club wordt beheerd door het Archief en Museum voor het Vlaams Leven te Brussel.

### Poëzieprijs uitreikingen
Een van de initiatieven van de Club was de toekenning van een eigen poëzieprijs. Tot de laureaten kunnen onder meer Roger M.J. De Neef (1980), Leopold M. Van den Brande, Dirk van Bastelaere, Roel Richelieu Van Londersele, Paul Rigolle, Tom Lanoye, Willie Verhegghe en Frans Deschoemaeker gerekend worden.

## Ontvangst Visser-Neerlandiaprijs voor Cultuur (2001)
In 2001 ontving de Vlaamse Club voor Kunsten, Wetenschappen en Letteren de prestigieuze ANV-Visser Neerlandiaprijs voor Cultuur, een eerbetoon dat de lange geschiedenis en de impact van de vereniging op de Vlaamse taal en cultuur in Brussel erkende.